# Alfonso de Silva
Alfonso de Silva (* 22. Dezember 1902 in Callao; † 7. Mai 1937 in Lima) war ein peruanischer Komponist. De Silva studierte an der Musikakademie von Lima bei Federico Gerdes und am Konservatorium von Madrid bei Conrado del Campo y Zabaleta.
Von 1921 bis 1923 hielt er sich in Paris auf, wo er Schriftsteller wie César Vallejo und César Moro kennenlernte. Von hier aus schrieb er zahlreiche Briefe an den Kritiker Carlos Raygada, die 1975 unter dem Titel 101 cartas y una sola angustia mit einem Vorwort von Luis Alberto Sánchez erschienen.
1925 reiste er mit seiner Frau, der Sängerin Alina Lestonnat erneut nach Paris und trat als Pianist in Frankreich, Belgien, Spanien und Portugal auf. 1928 kehrte er nach Peru zurück. Nachdem er eine erhoffte Stelle am Konservatorium nicht erhalten hatte, trat er in die Handelsmarine ein und bereiste den Pazifik.
De Silva komponierte mehrere Orchesterstücke, Streichquartette und Werke für Violine und Klavier und für Klavier solo sowie Lieder. Eine Biographie de Silvas von Rosa Alarco Larrabure erschien 1981 in Kuba.